# Orite de Bonvalot
Aegithalos bonvaloti
Espèce
Statut de conservation UICN

 LC  : Préoccupation mineure
Répartition géographique
L'Orite de Bonvalot (Aegithalos bonvaloti) est une espèce de passereaux de la famille des Aegithalidae.

## Nomenclature
Son nom rend hommage à l'explorateur français Gabriel Bonvalot (1853-1933).

## Répartition
Son aire de répartition s'étend à travers le centre et le sud de la Chine avec une population isolée dans l'Ouest de la Birmanie.